# Брезова скатия
Брезовата скатия (Carduelis flammea, а в по-стари класификации Acanthus flammea) е дребна пойна птица, срещаща се и в България.
Размерите ѝ са като на канарче. Двата пола са подобно оцветени, като мъжкият има червеникаво гърло. Дължината на тялото е около 14 cm. Лети в плътни групи.

## Разпространение
Както подсказва името ѝ, птицата предпочита гори от бреза или други подобни дървета, и иглолистни гори. Среща се във високите части на планините и в северните райони в близост до полярния кръг, където води уседнал начин на живот. По̀ на север може да се срещне само през гнездовия период, а по̀ на юг единствено когато зимува.

## Размножаване
- Acanthis flammea
- Брезова скатия, илюстрация от 1900 г.
- Carduelis flammea cabaret
- Carduelis flammea flammea

Гнезди най-често сред брезови дървета. Гнездото се намира сравнително ниско, понякога в някой храст. Снася 4 – 5 яйца, които мъти 10 – 12 дни. Малките напускат гнездото след 11 – 14 дни.

## Допълнителни сведения
Често се отглежда в плен заради песента ѝ или като декоративна птица. Често е хибридизирана с други видове от рода.